# BIRD Foundation
Die BIRD Foundation (Binational Industrial Research and Development) ist eine binationale Stiftung zwischen Israel und den USA, die am 18. Mai 1977 in einer Zeremonie in Washington D.C. zwischen den USA und Israel mit dem stellvertretenden US-Finanzminister Carl Fred Bergsten und dem israelischen Botschafter Simcha Dinitz offiziell gegründet wurde.

## Geschichte
Die ursprüngliche Vereinbarung zur Gründung der Stiftung wurde vom damaligen US-Finanzminister William Edward Simon und vom israelischen Finanzminister Jehoschua Rabinowitz am 3. März 1976 unterzeichnet. Ende April 1977 verabschiedete der US-Kongress das Gesetz zur Finanzierung der Israel-U.S. Binational Industrial Research and Development Foundation (deutsch: binationale industrielle Forschungs- und Entwicklungsstiftung zwischen Israel und den USA). Dies wurde am 4. Mai 1977 vom US-Präsidenten Jimmy Carter unterzeichnet. Gleichzeitig genehmigte die Knesset die Finanzierung des israelischen Teils der Stiftungsstiftung.

## Vermögen und Inhalt
Das Stiftungsvermögen beträgt 60 Millionen US-Dollar und soll die für beide Seiten vorteilhafte industrielle Forschung und Entwicklung (Industrial Research & Development) fördern. Jedes BIRD-Projekt beinhaltet eine Partnerschaft zwischen einem US-amerikanischen und einem israelischen Unternehmen, wobei bis zu 50 Prozent der Finanzierung von der binationalen Stiftung BIRD-Foundation und mindestens 50 Prozent von den beiden Vertragspartnern bereitgestellt werden. Das Stiftungsvermögen beträgt 110 Millionen US-Dollar und wird zu gleichen Teilen von den Regierungen bereitgestellt. Seit seiner Gründung hat diese Stiftung mehr als 900 Projekte genehmigt und Zuschüsse in Höhe von mehr als 300 Mio. US-Dollar genehmigt.
Laut der Pressemitteilung der US-Botschaft von Jerusalem vom 28. Oktober 2020 haben der israelische Ministerpräsident Benjamin Netanjahu, der israelische Minister für Wissenschaft und Technologie Izhar Shay und der US-Botschafter in Israel David Friedman den Inhalt des BIRD in einer besonderen Zeremonie am 28. Oktober 2020 an der Ariel-Universität aktualisiert.